# Horná Strehová
Horná Strehová és un poble i municipi d'Eslovàquia. Es troba a la regió de Banská Bystrica.

## Història
La primera menció escrita de la vila es remunta al 1493.

## Demografia
| Godina             | 1994 | 2004   | 2014    | 2024    |
| ------------------ | ---- | ------ | ------- | ------- |
| Nombre de persones | 181  | 195    | 172     | 144     |
| Diferència         |      | +7,73% | −11,79% | −16,27% |

| Godina             | 2023 | 2024 |
| ------------------ | ---- | ---- |
| Nombre de persones | 144  | 144  |
| Diferència         |      | +0%  |